# Ефект Трокслера

Під час розглядання незворушним поглядом цього зображення через 20 секунд кольорові кола бліднуть. Деякі спостерігачі починають бачити синьо-зелені кола.

Ефект Трокслера або феномен Трокслера — фізіологічний феномен в області візуального сприйняття, різновид оптичної ілюзії. Вперше описаний швейцарським лікарем, філософом і політиком Ігнацем Трокслером в 1804 році .

## Опис ефекту
Прояв феномену полягає у припиненні сприйняття візуального подразника, що займає постійне положення щодо сітківки ока.

## Біологічне значення
Особливість будови очей хребетних тварин полягає в розташуванні судинної оболонки перед сітківкою. Така будова ока призводить до того, що капіляри судинної оболонки затінюють рецептори сітківки, що за відсутності компенсаторного механізму призводило б до порушення цілісності сприйняття.
Особливість оптичної компенсації полягає у «вирізання» мозком нерухомих ділянок зображення на сітківці. Оскільки в нормальному стані очі тварини зафіксовані на об'єкті лише короткий час (очі людини фіксуються на візуально вираженому об'єкті протягом 0,2-0,6 с після чого відбувається стрибкоподібне переміщення очей (саккада), то єдиним нерухомим об'єктом відносно сітківки залишаються лише структурні елементи самого ока. Таким чином, прибираючи тривалий час нерухомі об'єкти, з'являється можливість маскувати дефекти самого ока (у тому числі дефекти кришталика і скловидного тіла, подряпини рогівки і т. д.).

## Обмеження
Виникнення ефекту Трокслера частково обмежено кутовими розмірами і положенням об'єкта відносно оптичної осі ока. Оскільки в області жовтої плями сітківки відсутній шар капілярів, то й немає потреби в компенсації. Наслідком цього є прояв феномена тільки в області периферичного зору. Іншим обмеженням для виникнення компенсації є розмір зображення на сітківці. З огляду на те, що діаметр капілярів малий, то припинення сприйняття великих нерухомих об'єктів не відбувається.

## Спостереження
1.	Людина, що робить дослід, закріплює на одній стороні носа 2-3 шматочки темної паперу діаметром 2-3 мм
2.	Потім фіксує голову руками, опустивши лікті на стіл і зберігаючи повну нерухомість.
3.	Тепер людина має фіксувати погляд на одному з відрізків паперу на носі й не кліпати до припинення візуального сприйняття.